# Große Kalandstraße

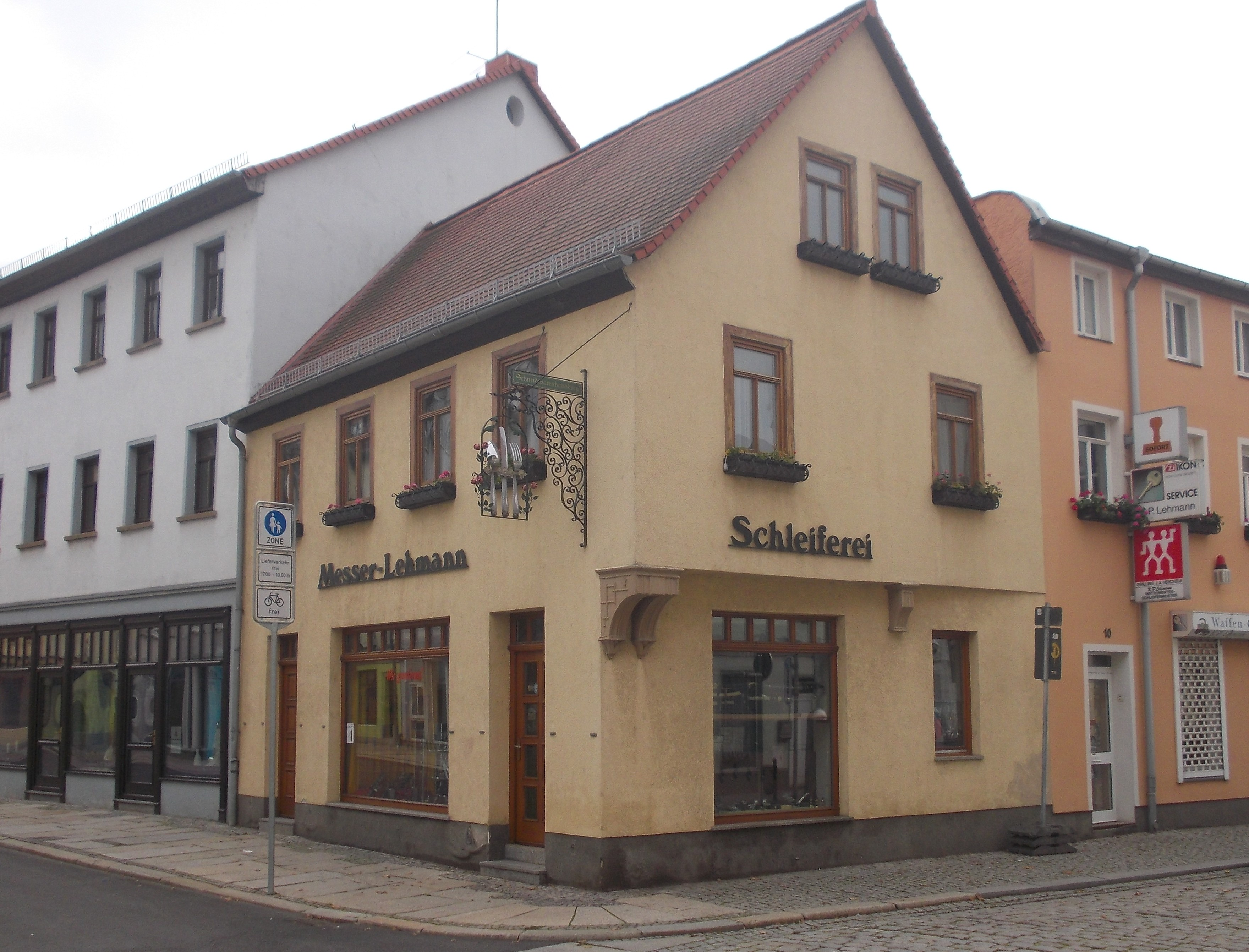
Große Kalandstraße in Weißenfels

Die Große Kalandstraße der Stadt Weißenfels in Sachsen-Anhalt enthält einen Denkmalbereich, der im örtlichen Denkmalverzeichnis verzeichnet ist.

## Allgemein
Die schmale Straße ist heute Einbahnstraße.

## Denkmalbereich
Der Denkmalbereich der Großen Kalandstraße umfasst die Hausnummern 1, 2, 3, 4, 5, 6, 7, 8, 10, 13, 14, 15, 17, 19, 23, 25, 26, 28, 29, 31, 33, 34, 35, 36, 37, 38, 39, 41, 43, 45, 47, 49, 51, 53, 55 und 57. Obwohl die Hausnummern 2, 3, 10, 23, 25, 26, 36, 41, 43, und 45 Teil des Denkmalbereiches sind, stehen diese Gebäude noch einmal gesondert unter Denkmalschutz.